# Whitehall (Hampshire)
Whitehall – osada w Anglii, w hrabstwie Hampshire, w dystrykcie Hart. Leży 39 km na północny wschód od miasta Winchester i 62 km na południowy zachód od Londynu.